# مسجد الشارشي
مسجد الشارشي، (بالإنجليزية: Çarshi Mosque)، ويعرف أيضًا باسم مسجد البازار أو المسجد الحجري، وهو أحد المساجد والمباني التاريخية في البلدة القديمة في بريشتينا، كوسوفو.

## التاريخ
- تم تأسيس هذا المسجد عام 1389 في عهد السلطان العثماني بايزيد الأول، واستمر بنائه في عهد السلطان مراد الثاني في القرن الخامس عشر.[4]

- تم بناء مسجد الشارشي للإحتفال بالنصر العثماني عام 1389 في معركة كوسوفو.

- على مر السنين شهد المسجد العديد من الترميمات، فقد استمرت مئذنته ذات القمة الحجرية لإكثر من ستة قرون.[5]